# Arycanda ptochopis
Arycanda ptochopis är en fjärilsart som beskrevs av Edward Meyrick 1897. Arycanda ptochopis ingår i släktet Arycanda och familjen mätare. Inga underarter finns listade i Catalogue of Life.